# Danni Boatwright
Danni Boatwright (nacida el 13 de julio de 1975) es la ganadora de el Reality Show Survivor: Guatemala temporada de la serie Survivor y coronada también como la primera finalista de Miss USA igualmente como Miss Kansas Adolescente, Danni también es modelo internacional ha modelado en Italia, Gran Bretaña, Alemania, Francia, México, Sudáfrica, Australia, y Túnez.

## Survivor
En 2005, Boatwright compitió en Survivor: Guatemala, la undécima temporada del Reality Survivor. Al principio estaba en una posición fuerte pero perdió este filo después de ser obligada a cambiar de tribus. Ella jugó un juego táctico y de una manera muy inteligente evitó la eliminación después de la fusión de las tribus a pesar de ser vulnerable en gran parte de la serie. Al ganar la inmunidades llegó hasta un punto muy alto y Stephenie LaGrossa la eligió para competir en la final contra ella en el consejo tribal. Boatwright ganó la votación final por 6-1 y se convirtió en la sobreviviente única, por la que recibió 1 millón de dólares.

## Biografía
Boatwright es una modelo, después de haber trabajado en el plano internacional, y también es una atleta: en 2003, corrió la Maratón de la Música Country en Tennessee.
Boatwright estaba casada con el cantante de música country Wade Hayes. La pareja se ha divorciado. Actualmente está casada con el ex jugador de la NFL Casey Wiegmann. Danni dio a luz a su primer hijo, un niño, nacido el 8 de octubre del 2007.
Actualmente vive en Tonganoxie, Kansas y es una personalidad para KCSP, también conocido como 610 Deportes en la Ciudad de Kansas. Ella es la coanfitriona de Deportes Rap todos los domingos de 10:00 a mediodía. Ella también apareció en ESPN2.
Boatwright fue la primera anfitriona de CelebTV, un sitio web de noticias de entretenimiento que ha continuado en todas las actualizaciones de las noticias de celebridades.